# Église Notre-Dame de Montfort-le-Rotrou
L'église Notre-Dame est une église catholique située à Montfort-le-Rotrou, village faisant partie de la commune de Montfort-le-Gesnois dans la Sarthe. Elle dépend du diocèse du Mans. L'édifice a été inscrit dans sa totalité aux monuments historiques le 8 octobre 2007.

## Histoire
L'ancienne église menaçant ruines est démolie. L'église néo-gothique, commencée le 1er mars 1856 selon les plans de l'architecte Tessier, est financée dans sa presque totalité par le châtelain du lieu , le marquis Aymard de Nicolaÿ, et achevée en 1858. Elle est consacrée le 28 septembre 1858 sous le vocable de Notre-Dame de l'Immaculée Conception.

## Description

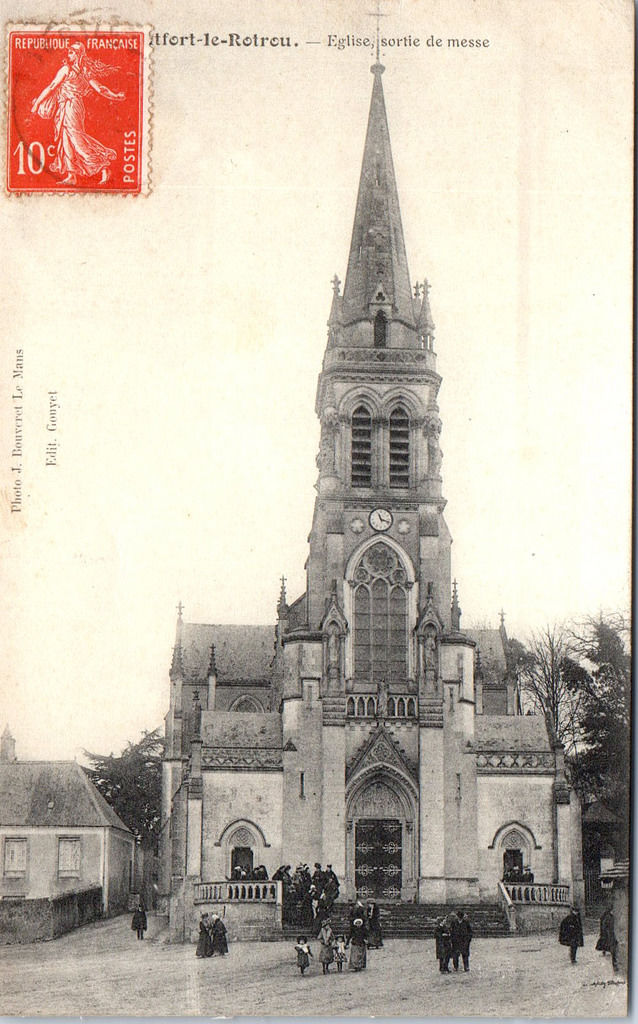
Sortie de la messe en 1910.

L'église est de style néo-gothique et en plan de croix latine. Son clocher mesure 75 mètres de hauteur au-dessus de l'Huisne. On remarque à hauteur des contreforts sur la façade les statues du bienheureux Aymard de Cluny (patron du bienfaiteur de l'église, le marquis Aymard de Nicolaÿ, alors maire de Montfort) et de sainte Adélaïde (patronne de la marquise de Nicolaÿ), de chaque côté de la verrière, avec autour du clocher les quatre Évangélistes. La statue de la Vierge à l'Enfant se trouve au-dessus du portail sur le pinacle. Le tympan de Cottereau est orné d'un bas-relief de l'Immaculée Conception.

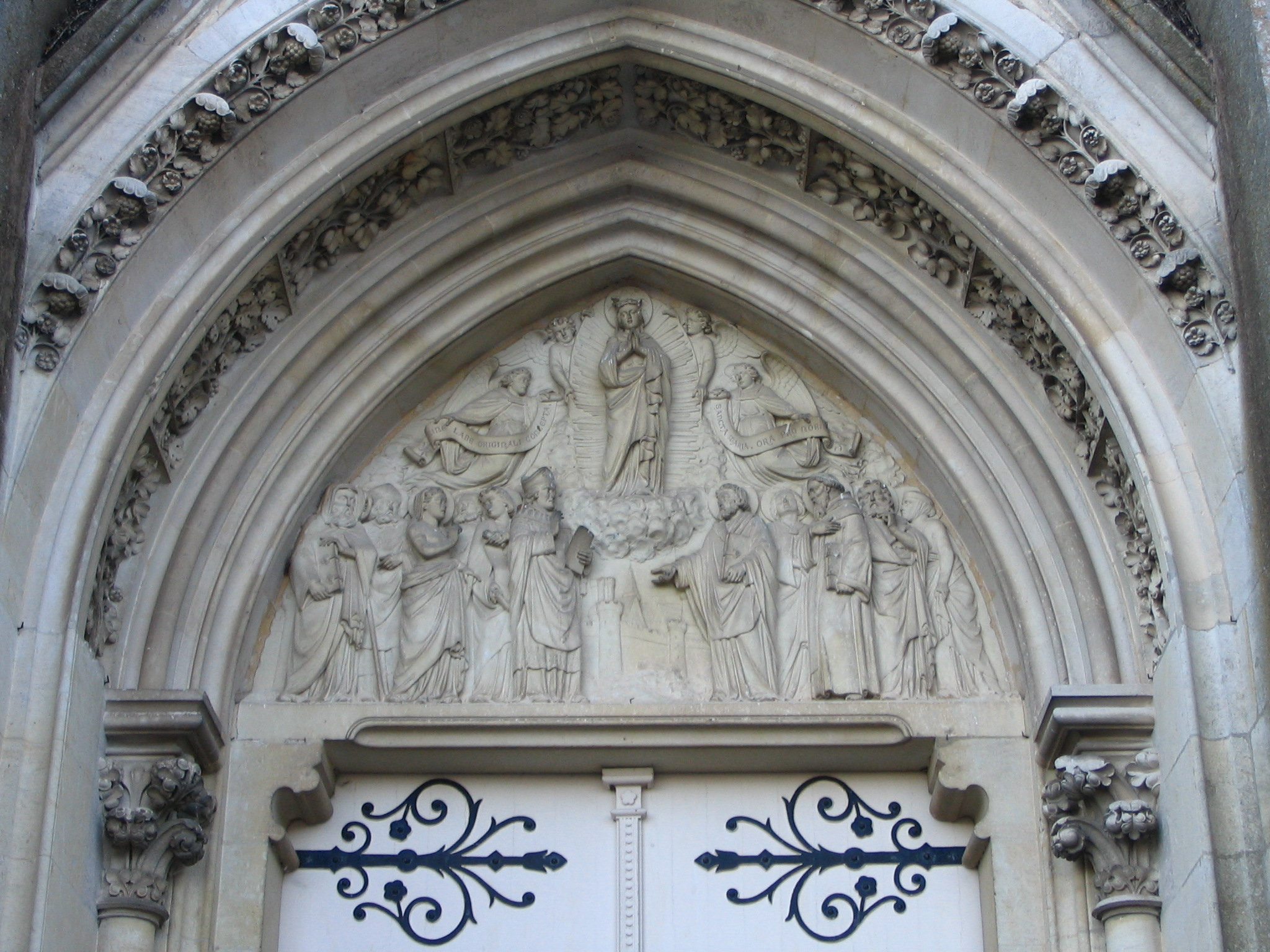
Tympan de l'Immaculée-Conception.

À l'intérieur, les vitraux représentent pour l'un saint Augustin (1857, restauré en 1969), puis la Sainte Vierge (fin XIXe siècle), copie de celui que l'on trouve à Notre-Dame-de-la-Couture du Mans. La rosace de la Vierge (fin XIXe siècle) présente douze quadrilobes entourant un médaillon de la Vierge et représentant des anges. Le vitrail de la montée au Calcaire date du XXe siècle. Une huile sur toile représente la translation des reliques de sainte Théodora.